# Elkview (Virginia Occidental)
Elkview es un lugar designado por el censo ubicado en el condado de Kanawha en el estado estadounidense de Virginia Occidental. En el Censo de 2010 tenía una población de 1222 habitantes y una densidad poblacional de 269,15 personas por km².

## Geografía
Elkview se encuentra ubicado en las coordenadas 38°25′55″N 81°28′27″O / 38.43194, -81.47417. Según la Oficina del Censo de los Estados Unidos, Elkview tiene una superficie total de 4.54 km², de la cual 4.35 km² corresponden a tierra firme y (4.22%) 0.19 km² es agua.

## Demografía
Según el censo de 2010, había 1222 personas residiendo en Elkview. La densidad de población era de 269,15 hab./km². De los 1222 habitantes, Elkview estaba compuesto por el 99.1% blancos, el 0% eran afroamericanos, el 0% eran amerindios, el 0.41% eran asiáticos, el 0% eran isleños del Pacífico, el 0.08% eran de otras razas y el 0.41% pertenecían a dos o más razas. Del total de la población el 0.57% eran hispanos o latinos de cualquier raza.